# 繆西厄姆 (堪薩斯州)
繆西厄姆（英語：Museum）是位於美國堪薩斯州謝里敦縣的一個鬼鎮。

## 歷史
繆西厄姆的郵政局於1882年設立，直到1898年結束營運。

## 地理
繆西厄姆所處的海拔為高於海平面747米（即2451英呎），而該地所採用的時區為UTC-6，即北美中部時區（CST）。同時該地設有夏令時間，為UTC-6調快一小時，即UTC-5（CDT）。